# Дон Лоренс
Доналд Саутам Лоренс (енгл. Donald Southam Lawrence, познатији као Дон Лоренс, 17. новембра 1928, Лондон — 29. децембар 2003) је британски стрип-цртач и сценариста.
Лоренс је најпознатији по научнофантастичном серијалу Далека планета (енгл. The Rise and Fall of the Trigan Empire) који је објављиван у британским стрип-недељницима Рејнџер (енгл. Ranger) и Лук енд лерн (енгл. Look and Learn) те по серијалу Сторм (енгл. Storm), који је ексклузивно објављиван у холандским часописима Епо (хол. Eppo) и Шорс енд Шими. Његов реалистички стил цртања пун детаља био је инспирација многим млађим британским стрип-цртачима од којих су најпознатији Брајан Боланд, Дејв Гибонс и Крис Вестон.

## Биографија
Рођен у Ист Шину, лондонском предграђу, Лоренс се школовао у Школи Светог Павла у Хамерсмиту. За време Другог светског рата са породицом се често сељакао по Британији пре него што су се скрасили у Кроторну (Беркшир). Након одслужења војног рока, уписао је четворогодишње студије уметности на Политехничком институту Боро (енгл. Borough Polytechnic Institute) (сада Универзитет лондонске јужне обале, енгл. London South Bank University)), али никад није дипломирао. На завршној години студија упознао је Дага Марлера, бившег студента Политехнике, који се бавио цртањем стрипова за разне издаваче. У том периоду Лоренс је донео одлуку да буде стрип-цртач па је неколико радова понудио издавачкој кући Амалгамејтед прес (енгл. Amalgamated Press) (касније Флитвеј) власника Алфреда Хармсворта. Тед Холмс, уредник у Амалгамејтед пресу, препоручио је Лоренса Мику Англу, сараднику Лена Милера, лондонског издавача и дистрибутера часописа. Након прегледа стрипова, Англо је запослио Лоренса.
Сарадња са Англом је трајала четири године и за то време Лоренс је, по сценаријима Дениса Гифорда и Нормана Лајта, цртао стрип о суперхероју Марвелмену (енгл. Marvelman). Након разлаза са Англом, Лоренс се враћа у Амалгамејтед прес (који је у међувремену постао Флитвеј (енгл. Fleetway) те започиње са цртањем вестерн-стрипова: Дејви Крокет, Данијел Бун, Вајат Ерп, The Wagon Train, Бафало Бил, Били Кид (за часопис Сан), Велс Фарго (за часопис Зип), Пони експрес, Blackbow the Cheyenne и Cheyenne Vengeance). Када се Сан фузионисао са Лајоном (енгл. Lion, Лоренс се окренуо цртању стрипова са историјском тематиком као што су Карл викинг (енгл. Karl the Viking), Олак гладијатор (енгл. Olac the Gladiator) и Марок Моћни (енгл. Maroc the Mighty).